# Мерімаа Отто Оттович
Отто Оттович Мерімаа (20 червня 1920, муніципалітет Таагепера повіту Вільяндімаа, тепер Естонія — 15 серпня 2001) — радянський естонський діяч, секретар ЦК КП Естонії, 1-й секретар Пярнуського обласного комітету КП Естонії. Кандидат у члени Бюро ЦК КП(б) Естонії в 1951—1952 роках. Член Бюро ЦК КП Естонії в 1954—1955 і 1957—1987 роках. Депутат Верховної ради Естонської РСР.

## Життєпис
З липня 1941 по червень 1943 року служив у Червоній армії, учасник німецько-радянської війни. Служив помічником командира взводу навчального батальйону 7-ї Естонської стрілецької дивізії. У грудні 1942 року був важко поранений біля міста Великі Луки. До червня 1943 року лікувався у військовому госпіталі № 3155, де був визнаний інвалідом війни 3-ї групи і звільнений у запас.
У липні 1943 — липні 1944 року — завідувач Леб'яцького районного будинку культури Кіровської області РРФСР.
З липня по жовтень 1944 року — слухач курсів комсомольського активу в Ленінградській області.
У жовтні 1944 — 1945 року — 1-й секретар Вируського повітового комітету КСМ (ЛКСМ) Естонії.
У 1945 — листопаді 1946 року — 1-й секретар Пярнуського повітового комітету ЛКСМ Естонії.
Член ВКП(б) з 1946 року.
У листопаді 1946 — грудні 1947 року — слухач Партійної школи при ЦК КП(б) Естонії.
У грудні 1947 — грудні 1949 року — секретар ЦК ЛКСМ Естонії з кадрів.
У грудні 1949 — жовтні 1950 року — 1-й секретар Саарського повітового комітету КП(б) Естонії.
У жовтні 1950 — березні 1951 року — 1-й секретар Кууресаарського районного комітету КП(б) Естонії.
У березні — грудні 1951 року — завідувач відділу рибної промисловості ЦК КП(б) Естонії.
13 грудня 1951 — 1 липня 1952 року — секретар ЦК КП(б) Естонії.
У травні 1952 — травні 1953 року — 1-й секретар Пярнуського обласного комітету КП Естонії.
Одночасно, 14 січня 1953 — 5 квітня 1955 року — голова Верховної ради Естонської РСР.
У травні 1953 — лютому 1954 року — завідувач відділу адміністративних та торгово-фінансових органів ЦК КП Естонії.
15 лютого 1954 — 30 листопада 1955 року — секретар ЦК КП Естонії.
У жовтні 1955 — жовтні 1956 року — слухач Курсів перепідготовки при ЦК КПРС.
25 жовтня 1956 — 27 грудня 1965 року — секретар ЦК КП Естонії.
У 1960 році закінчив заочно Вищу партійну школу при ЦК КПРС.
Одночасно, 10 січня 1964 — 28 грудня 1965 року — голова Комітету партійно-державного контролю ЦК КП Естонії та Ради міністрів Естонської РСР і заступник голови Ради міністрів Естонської РСР.
28 грудня 1965 — 28 травня 1987 року — голова Комітету народного контролю Естонської РСР.
З травня 1987 року — персональний пенсіонер у місті Таллінні.
Помер 15 серпня 2001 року. 

## Нагороди
- орден Жовтневої Революції (1971)
- орден Вітчизняної війни І ст. (6.11.1985)
- чотири ордени Трудового Червоного Прапора (1950, 1958, 1965, 1976)
- орден Дружби народів (1980)
- орден «Знак Пошани»
- медаль «За відвагу» (22.07.1945)
- медаль «За перемогу над Німеччиною у Великій Вітчизняній війні 1941—1945 рр.» (1945)
- медалі